# 李鹏
李鹏（1928年10月20日—2019年7月22日），原名李远芃，出生于上海法租界，四川成都人，祖籍湖北麻城:4，中国共产党和中华人民共和国政治人物，原正国级领导人。1945年加入中国共产党。毕业于苏联莫斯科动力学院水力发电系，为一名高级电力工程师。曾任中共第十三至十五届中央政治局常委（1987－2002），并先后出任电力工业部部长、国家教育委员会主任、国务院副总理（1983－1988）、国务院总理（1988－1998）、第九届全国人大常委会委员长（1998－2003）以及中共中央政治局委员（1985－2002）等重要职务。

## 生平

### 早年生活
1928年10月20日，李鹏以「李远芃」之名在上海法租界明德里（今黄浦区延安中路545弄）十五号出生:3，属“远”字辈，“芃”字具有草木茂盛之意，父亲为李硕勋，母亲为赵君陶，二人皆加入共产党并从事于革命工作，其父亲更是中共重要人士。1931年李硕勋因身份被暴露，在海南島海口被国民党處決:7。1939年受邓颖超之邀，李远芃由成都来到重庆，先后与吴玉章及其子吴震寰和周恩来相识，并从吴震寰处第一次了解了水力发电的知识。當時李鵬就讀四川大學附屬小學（現為成都市實驗小學）。
1940年，中共地下党送他到陶行知创建的育才学校读书。1941年，李远芃与边章五、李涛被送往延安保育院:50-51。中共中央南方局青委书记蒋南翔建議「李远芃」改名為單名，於是他改名為李芃，但蒋南翔認為“芃”這個字生僻且不夠陽剛。於是李芃請蒋南翔給意見。蒋南翔帮李芃改名为較陽剛的“李鵬”，這個名字意味著對李的希望，希望李像「大鵬展翅」一樣，將來為革命作出大貢獻:52。1946年7月，毕业后分配到张家口电业局工作:111。
1947年初，他离开晋察冀边区，经烟台前往大连:119-123，又经朝鲜前往哈尔滨，在哈尔滨油脂厂担任协理兼支部书记:第132页，开始成为基层领导:8。1948年至1955年在莫斯科留学，同去的还有中共高干及烈士子女20人（“4821”）。1955年，李鹏自苏联莫斯科动力学院水力发电系毕业，与扬·伊利埃斯库是同系同学。其间，曾担任中国留苏学生总会主席:9。

### 电力系统
1954年李鹏毕业，恰逢1954年底燃料工业部第一副部长刘澜波率领中国电力代表团到苏联考察，在莫斯科让李鹏等毕业生随团活动并任俄语翻译。李鹏也因此得到刘澜波赏识:50。李鹏回国后，1955年3月8日，刘澜波约李鹏讨论其工作，刘澜波表示李鹏可选择在燃料工业部任其秘书，或是下基层工作。李鹏明确表示愿下基层工作。1955年3月23日，李鹏接到通知，被分配到当时中国大陆最大的水电厂丰满发电厂任见习厂长（厂长为李旭）:50。在见习期后，1955年12月10日，李鹏被任命为丰满发电厂副厂长兼总工程师:51。
1957年，中共中央开展整风运动，丰满发电厂党委和行政部门的人员对副厂长李鹏提出了批评意见。1959年在反右倾运动中，李鹏被批评为执行“三面红旗”不力，差点被打成“右倾机会主义”分子，李鹏作了两次检查，丰满发电厂在给中共吉林市委的报告中称其“检讨尚好，免予处分”。
1960年8月中旬，李鹏到青岛看望母亲时，表示想调离丰满发电厂。从青岛回丰满后不久，上级通知李鹏调任辽吉电业管理局副总工程师兼调度局局长。1961年5月，任东北电业管理局副总工程师兼调度局局长。1965年7月19日，国务院任命李鹏为当时中国最大的火力发电厂——阜新发电厂的厂长:10。东北电业管理局局长李平告诉李鹏，任命原因一是在“四清”运动期间，李鹏一直接管阜新发电厂生产技术工作，如接任厂长便可使工作连续；二是为培养锻炼李鹏。李平还告诉李鹏，刘澜波和水利电力部认为李鹏在丰满水电厂有了管理水电厂的经验，在东北电业管理局有了管理电网的经验，到阜新发电厂工作可增加管理火力发电厂的经验。在阜新发电厂，李鹏每天上午都深入生产一线。他和总工程师杨耀邦等人还领导了阜新发电厂首次9台机组满出力发电并获成功。

### 首都电力
1966年文化大革命爆发后，总理周恩来担心北京的供水、供电、煤气、交通问题，要刘澜波向北京供电局派一位得力干部。刘澜波推荐了李鹏，获周恩来批准。1966年，原本要从阜新发电厂调到东北电业管理局任副局长的李鹏被紧急调到北京，任北京供电局党委代理书记。此时正值四清运动后，原北京供电局党委书记、局长和几位副局长都在运动中发现有问题，正受隔离审查。刘澜波告诉李鹏，这次调动是经周恩来同意，将使他获得管理供电部门的经验。数年后，李鹏任北京供电局革命委员会主任。
调到北京供电局后，李鹏因第三批留学苏联的经历而被卷入4821苏修特务案，被认为有“苏修特务”嫌疑:370-374。阜新发电厂派人来北京，要将李鹏带回阜新批斗。但两次要人，都被北京供电局军代表张晓光挡回。一次张晓光在聊天中告诉李鹏，这批留苏干部被打成“苏修特嫌”（苏修特务嫌疑）的问题，周恩来已知道，“周总理说，你们第三批人没有这个问题”。但此案并未结束。后来，北京电业管理局革命委员会还向上级递交报告，建议将李鹏调出北京供电局，因为李鹏有“苏修特嫌”问题。
1970年6月，国务院总理周恩来在国务院小礼堂接见水电会议代表，李鹏也在其内。周恩来在讨论中点名批评李鹏有“洋教条”和对工人管卡压的情况，李鹏承认错误并自我批评。会后，李德生、余秋里、杨寿山等人留在会议室研究如何贯彻周恩来指示。李鹏也留下。李德生劝慰李鹏。余秋里告诉李鹏，周恩来批评意在让李鹏出来工作。1971年，北京电业管理局及其下属的北京供电局与北京电力建设局合并，成立北京电力工业局。原北京供电局革命委员会主任李鹏被任命为北京电力工业局革命委员会副主任、党委副书记。
1974年1月25日，中共中央和国务院直属机关“批林批孔”动员大会在首都体育馆召开。随后北京电力工业局大楼内大字报铺天盖地，指责局党委对“批林批孔”不积极，还质问局党委为何不传达大会录音。主持日常工作的李鹏则以未收到通知为由，坚持不传达大会录音。
1970年代，京津唐电网电力供应紧张。李鹏牵头新建唐山陡河电厂，扩建北京高井电厂。扩建高井电厂时，1974年李鹏三天三夜坚守工地，第四天即1974年10月4日中午，李鹏在骑自行车回家路上在宣武门附近被汽车撞伤，到宣武医院住院治疗，出院后休养至12月恢复工作。1975年11月，北京电力工业局改称北京电业管理局。李鹏任北京电业管理局局长、党组书记，任至1979年。
1976年1月8日，周恩来逝世。1月9日，李鹏在北京电业管理局机关召开全体人员大会，发表了悼念讲话。此后李鹏等北京市干部接到中共北京市委通知，到北京医院小礼堂参加了遗体告别活动。1月12日至14日在北京市劳动人民文化宫举行吊唁仪式，李鹏承担了保证供电安全的任务。4月4日清明节上午，因有保证天安门供电安全的责任，李鹏和北京供电局局长张绍贤、北京电业管理局计划处处长陈寿文乘车到天安门广场东南角的变电所检查工作。当天晚饭后，他又和妻子朱琳步行到广场，在清场抓人前离开从而未被抓。次日即发生四五运动:418-420。4月5日下午，北京市公安局派人来北京电业管理局调查，称清明节上午在广场东南角邮局前放火的男青年是乘北京电业管理局轿车去的，北京电业管理局人员则澄清是李鹏等三人乘车检查工作。几天后，周恩来遗孀邓颖超秘书张元电话告知李鹏妻子朱琳，若李鹏不见了，朱琳须追问与李鹏最后在一起的是谁，是谁将李鹏带走。所幸后来李鹏并未被捕。
唐山大地震后，李鹏担任唐山电力抢修队指挥部总指挥，参与抢险救灾工作。地震一个月后，唐山地区供电基本恢复:424-431。

### 调部任职
1979年2月，中央决定撤销水利电力部，成立电力工业部、水利部。刘澜波任电力工业部部长、党组书记。刘澜波举荐李鹏任副部长:10。1979年4月7日，李鹏接到通知，任电力工业部副部长、党组成员:10。1980年1月10日，经一年筹备，华北电业管理局成立大会召开，中央批准李鹏兼任华北电业管理局党组书记。
1980年6月22日，贵州乌江渡水电厂发生水淹厂房事故。贵州省对事故处理有意见。李鹏亲自到现场处理事故，12月12日在乌江渡水电厂工地召开的事故调查会议上做了与原先贵州省水利学会事故调查报告内容相同的总结，获得与会者一致同意。李鹏还考察了贵州猫跳水河水电厂、清镇火电厂。同年12月下旬，李鹏在成都召开西南电业管理局筹备小组会议，四川省、贵州省、云南省电力局经请示各自省委同意后，一致同意成立西南电业管理局。李鹏此行成果颇丰。
1980年6月22日，中共中央总书记胡耀邦约见电力工业部的李锡铭、李鹏谈话时，李鹏反映了“4821”的情况。胡耀邦要李鹏写出21人名单，李鹏当场写出19人。1980年6月23日，胡耀邦向中共中央组织部批转该名单，要求考察了解名单上人员的情况。1981年1月17日，中共中央组织部将21人情况报给胡耀邦审阅。胡耀邦看后，对其中13人的使用作出批示，其中对李鹏的批示是：“我主张坚决提起来当部长。不提一些，不能转变风气。”经胡耀邦过问，中共中央组织部于1982年1月向胡耀邦及中共中央书记处写出报告，认为“所谓‘4821苏修特务案’ 纯属冤假错案”，宣布“平反”。
1980年12月31日，刘澜波邀李鹏到家里谈到，中央已决定刘澜波等老同志任国务院顾问，电力工业部部长由李鹏担任，李鹏则以资历尚浅表示推辞。1981年2月14日，刘澜波又邀李鹏到家里，说电力工业部有几位同志联名致信中央，以太年轻为由，不同意李鹏当部长。2月19日，刘澜波电话告知李鹏，中央已决定李鹏任部长。1981年3月2日，李鹏任电力工业部部长、党组书记:513-514。1981年7月2日，中央在怀仁堂举行中共省、市、自治区委员会书记座谈会讨论提拔中青年干部问题，李鹏参加，陈云在会上说：“李鹏是从苏联学习回来的，搞电30多年，这次提拔当部长还有争论。我看到的名单，第一次不是李鹏，第二次才是李鹏，是刘澜波同志力争的。”邓小平也曾赞赏刘澜波为“党内开明人士”。李鹏也因此次提拔而名声大震:52。
1981年9月，当时中国最大的水库龙羊峡水库遭遇150年一遇特大洪水，水量5570立方米每秒，最高水位为2494.78米，一旦溃决将影响黄河下游各大坝、青海、甘肃、宁夏沿河地区安全。李鹏亲自去灾区指挥防汛，成功保住龙羊峡、刘家峡及下游地区与包兰铁路:536-550。此次危难的成功解决，使李鹏享誉国内外:62。此事也促使次年国务院机构改革，水利部和电力工业部合并为水利电力部，李鹏担任水利电力部副部长、党组副书记。1982年中共十二大上，李鹏当选为中共中央委员:10。

### 执政生涯
1983年6月，李鹏出任国务院副总理，主管能源、教育和交通，分管重点建设、电子科技、环境保护、重大设备制造等:12。1985年9月24日，他被增选为中共中央政治局委员和中央书记处书记:11。1986年，在李鹏的主导下，中国和英国、法国、美国签订协议建造大亚湾核电站，这也是当时中国改革开放政策来，中外合资最大项目之一。同年9月，李鹏代表中国政府在多方协议下签字:10。
1987年，中共十三大、中国共产党第十三届中央委员会召开决定，邓小平为首的中共元老进一步退隐，实现更广泛的新老交替。中共中央政治局常委因此大换血，邓小平、陈云、李先念、胡耀邦均离开常委，59岁的李鹏和乔石、胡启立、姚依林三人在十三届一中全会上一同晋升中共中央政治局常委，其中李鹏位列四位新常委之首，排名仅次于新当选的中共中央总书记赵紫阳。此前身兼中共中央总书记和国务院总理两大要职的赵紫阳辞去总理一职，并由相对年轻的李鹏担任代总理。1988年4月，正式出任中华人民共和国国务院总理。
1989年5月19日，在六四天安门事件前夕，李鹏在电视上发表措词强硬的“五·一九讲话”，引起首都大学生不满，聚集在天安门广场上示威的大学生表示了更加强烈的抗议。5月20日，李鹏以总理身分签署国务院令，决定自5月20日起在北京部分地区戒严。在此期间，李鹏曾多次在中共中央总书记赵紫阳缺席时主持中共中央政治局会议。1989年6月23日至24日，中国共产党召开十三届四中全会，江泽民当选中共中央政治局常委和中共中央总书记，李鹏继续担任中共中央政治局常委和国务院总理，党内排名维持第二。1992年，身兼中央专委主任的李鹏主持推动了中国载人航天工程在同年9月21日立项上马。1993年李鹏连任国务院总理时有210张反对票，这在中华人民共和国历史上实属少有。
|                                 | 鉴于北京市已经发生了严重的动乱，破坏了社会安定，破坏了人民的正常生活和社会秩序，为了坚决制止动乱，维护北京市的社会安宁，保障公民的生命和财产安全，保障公共财产不受侵犯，保障中央国家机关和北京市政府正常执行公务，根据中华人民共和国宪法第89条第16项的规定，国务院决定：自1989年5月20日10时起在北京市部分地区实行戒严，由北京市人民政府组织实施，并根据实际需要采取具体戒严措施。 |
| ——国务院总理 李鹏 1989年5月20日 | |

作为水电专家的李鹏在总理任内继续领导中国的水利工程，包括浩大的三峡工程。1992年3月，李鹏代表国务院向第七届全国人民代表大会提交三峡工程的议案，4月表决时竟有177票反对，664票弃权，更有25人未按表决器，为历史上绝无仅有。1993年1月，国务院三峡工程建设委员会成立，李鹏出任主任，负责监督整个三峡工程的建设。1995年11月，李鹏执掌的国务院批准了211工程。
但在1991年时任中共上海市委书记朱镕基出任国务院副总理后，李鹏和朱镕基开始在经济改革决策上发生冲突，之后朱镕基在邓小平的支持下于1992年晋升中共中央政治局常委并在次年出任国务院第一副总理，而身为国务院总理的李鹏却在1993年因病住院，造成此后朱镕基取代李鹏开始实际主持国务院经济方面的工作。但李鹏却成功阻止了朱镕基对电力行业进行政府监督。
1998年3月，李鹏在两届总理任期结束后，按宪法规定不能再连任，由朱镕基接任。李鵬在第九届全国人民代表大会上接替乔石当选全国人民代表大会常务委员会委员长，他亦在1997年9月的中共十五届一中全会上连任中共中央政治局常委，党内地位维持第二位，仅次于时任总书记江泽民。李鹏担任全国人大常委会委员长期间，曾担任宪法修改小组组长，主持起草宪法修正案草案并经全国人大通过，将邓小平理论写入宪法。此外，在任期内还审议通过法律和有关法律决定草案百余件。

### 卸任之后
2002年11月15日，74岁的李鹏在中共十六届一中全会后卸任中共中央政治局常委，并在2003年3月十届全国人大一次会议后卸任全国人大常委会委员长一职退休，其职务由吴邦国接任。由于曾在李鹏手下担任国务院秘书长的罗干在中共十六大后晋升中共中央政治局常委，李鹏依旧对中国政坛保持了一定的影响力。2007年，随着罗干在中共十七届一中全会后退休，李鹏的影响力逐渐消退。
李鹏退休后撰写多部个人回忆录。第一本《众志绘宏图：李鹏三峡日记》，后陆续发表《起步到发展：李鹏核电日记》、《电力要先行：李鹏电力日记》、《立法与监督：李鹏人大日记》、《市场与调控：李鹏经济日记》、《和平发展合作：李鹏外事日记》。
据报道，李鹏还写成三十万字的《关键时刻：李鵬六四日記》内中披露了不少内幕，据信要为自己撇清历史责任，但因为“内容敏感”而不被中国政府高层批准出版。2010年6月，一本据称是《关键时刻》的书藉由赵紫阳秘书鲍彤之子鲍朴所创办的香港新世纪出版社出版。鲍朴通过中间渠道得到此书稿件，并认为其真实的可能性非常大。
李鹏退任后曾一次性将300万元稿费捐给了中国教育发展基金会。
据媒体消息，2008年初，李鹏曾突然中风，但官方从未证实有关消息；当年9月28日，中国新闻社圖文報道，李鵬現身京津城際鐵路進行考察。2010年6月，中国新闻社再次以图文报道，李鹏和夫人朱琳受邀出席母校北京理工大学的七十周年校庆活动。2010年11月，出席第八屆中國國際航空航天博覽會的開幕儀式。2011年7月1日，李鹏出席在北京人民大会堂举行的庆祝中国共产党成立90周年大会。2014年9月30日，李鹏出席在北京人民大会堂举行的庆祝中华人民共和国成立65周年招待会。2017年10月18日，李鵬參加中共十九大開幕式。

### 逝世
2019年7月22日23时11分，李鹏因病医治无效在北京逝世，享年90岁。
李鹏遗体于7月29日上午在八宝山革命公墓火化，当日中共中央总书记习近平在内的中共中央政治局常委会全体委员、国家副主席王岐山和前中共中央总书记江泽民前往八宝山革命公墓送别，前中共中央总书记胡锦涛在外地致送花圈。而前国务院总理朱镕基和温家宝则均未出席。李鵬的骨灰安葬在八寶山革命公墓。
由于李鹏曾经担任正国级的职务，天安门、新华门、人民大会堂、外交部，各省、自治区、直辖市党委和政府所在地，港澳兩個特别行政区，各边境口岸，对外海空港口，中国驻外使领馆下半旗志哀。

## 争议

### 六四事件
李鹏在六四事件中发布戒严，导致中国人民解放军在天安门广场进行武力清场。

### 推动三峡大坝
三峡工程的支持者们相信该工程将具有巨大的经济和社会效益，并能拉动整个国家国民经济的发展。而反对者们则认为该工程劳民伤财，是政府领导人好大喜功、打算青史留名的表现。
1992年国务院向全国人大提交三峡工程建设议案的举动，便被广泛质疑是江泽民、李鹏等人刻意要把三峡工程办成“铁案”。当时有人认为人大代表多非专业人士，由他们来决定工程的命运并不合适。而即使在审议过程中，人大代表们也普遍反映国务院提交议案中的可行与不可行理由严重不对称，甚至还抱怨官方用种种手段干扰和影响人大代表的决策。1992年4月7日该议案终于进入表决程序，共有2,633名人大代表参与表决，结果是赞成1,767票，反对177票，弃权664票，未按表决器的有25人。表决虽然获得通过，但赞成票只占出席代表总票数的三分之二左右（67.1%），是迄今为止中国全国人大所通过的得票率最低的议案（61.1%）。

### 电力系统被查
2014年5月，三峡集团总公司董事长曹广晶、总经理陈飞双双被免，他们被疑牵涉到中国水电家族——李鹏的“李氏家族”，自20世纪90年代以来，这个家族一直垄断控制中国的水、电。虽然电力系统腐败窝案指向了“李氏家族”，消息人士处获悉，当局问罪李鹏的概率微乎其微。一方面，考虑到李鹏已经进入垂暮之年，背景和根基很深，是为人情层面的不予追究。电力系统难逃一场官场震荡，当下只是时机的选择问题。据报道，有中国电力「一姐」之称的李小琳近年转战地产市场，以不到1万元注册的小公司，获批海南价值逾百亿土地的经营开发权。有媒体爆料指出，为其大开「绿色通道」的正是最近接受调查的时任海南副省长冀文林。中国国务院前总理李鹏之女李小琳，继不久前涉在离岸公司隐匿财富丑闻后，再被曝出牵涉早前落马的海南省副省长冀文林案，获得冀当时批出的超百亿元海南地皮。李小琳接受香港《文汇报》专访，指报道纯属谣言，是“不乾净的心理写出不乾净的文章”。不过负责撰写报道的《亚洲周刊》资深特派员纪硕鸣则指出，有关报道以查核资料、详尽数据为事实根据，反指李小琳“那些邋遢事别脏了干净笔”。《人民日报》旗下人民网刊登评论文三峡集团幕后不排除有“老老虎”。

## 评价

### 正面评价
代表中国政府官方评价的新华社在讣告中评价：
|  | 李鹏同志的一生，是革命的一生、战斗的一生、光辉的一生，是全心全意为人民服务、为共产主义事业奋斗的一生。他的逝世，是党和国家的重大损失。我们要学习他的革命精神、崇高品德和优良作风，更加紧密地团结在以习近平同志为核心的党中央周围，不忘初心、牢记使命，为决胜全面建成小康社会、夺取新时代中国特色社会主义伟大胜利、实现中华民族伟大复兴的中国梦而努力奋斗。 李鹏同志永垂不朽！ |

### 负面评价
德国之声評價其為“名望最低的中國總理”，認為李鵬在處理六四天安门事件中的態度、推動三峡工程的行為及關於其家族的腐败传闻頗具爭議，負面評價較多。
“六四天安门事件”后一段时间，几个在美国加州洛杉矶附近的中国留学生作《李鹏下台嵌字诗》，表达对其不满的态度。
赵紫阳在《改革历程》中评价李鹏是“死硬分子”，在学潮中为了自己的四二六社论不被否定而使本可和平解决的学潮不得不暴力收场。《改革历程》中记载“（邓小平）在听了李鹏等人的汇报之后，同意把学潮定性为‘反党反社会主义的动乱’，提出‘快刀斩乱麻’加以解决。”，“赵回忆录中直言李鹏及其手下‘阻挠、抗拒和破坏’赵紫阳化解对峙紧张的努力。”由于李鹏在“六·四事件”时极力主张武力镇压，因此被支持学生运动的人士、家属称为“屠夫李鹏”。

“六四天安门事件”亲历者陈一谘表示：
|  | 我曾和李鹏有很多接触，他这样无德、无才、无能的人能当上中国国家领导人，只有在中国这种特定的制度环境下才有可能，当然他扮演了历史上一个很卑鄙的角色。我觉得他早晚会被钉在耻辱柱上，这是毫无疑问的。李鹏之所以把我定为头号秘密通缉犯，理由是很可笑的，他认为我是赵紫阳的‘黑线’和学生运动的‘黑手的枢纽’，其实我当时所做的事情，一方面和政府官员沟通，希望和平解决问题；一方面派联络员和各高校沟通，希望学生退出广场，总不希望流血的局面发生，谁知道中国还是发生了我们最不愿意见到的情况，“六·四事件”是中国人一个永远的伤痛，虽然过去这么多年了，我相信中国人是忘不了这段历史的。 |

据曾任赵紫阳秘书鮑彤案辩护律师张思之称，鲍彤向他表达过“赵紫阳任中共中央总书记时期的五位中央政治局常委中，水準最低的就是李鵬”。李鵬覺出鮑彤從心底裏看不起他。鲍彤做过三件事使李鵬痛恨。第一件，李鵬攜夫人朱琳訪日。項鍊不翼而飛，朱琳報案后，日本人最终在沙發縫裏找到。日本人拿去作化驗后发现是假貨。最后中共中央也得知了此事。鮑彤認為有失國格，并表示朱琳應作檢查。第二件，李鵬用上中华人民共和国第一代最高领导人毛澤東的游泳池后要求重新精裝修，一下子花费幾十萬。財政部不知這筆錢如何上報，問題传到書記處，鮑彤說李鹏浪費，此话刺痛了李鵬。第三件，北京朝陽區公安局当年在北京抓到兩個酗酒鬧事的年輕人，其中一個声称自己是李鵬兒子。公安打電話确认是李鹏儿子后就把人放了。事情再次传到中央。鮑彤看完材料，說李鵬家教不嚴，應該檢討。
因国际人权、西藏、法轮功团体于2006年向西班牙国家法院控诉，2013年11月西班牙国家法院就涉嫌种族灭绝及危害人道罪行向中国国家前领导人江泽民、李鹏、中共政法委前书记乔石、西藏自治区前党委书记陈奎元和国家计生委前主任彭佩云发出国际逮捕令，引发中国抗议。2014年2月底，由执政党人民党主导的西班牙议会通过法案，限制法官针对国外侵犯人权罪行进行调查的权利。外界普遍认为，西班牙议会对所谓"普遍管辖原则"的修改旨在避免与中国等国家进一步因此发生外交摩擦。2014年6月，西班牙国家最高司法机构之一的国家刑事听审法院，在全体会议上以“九票对七票” 通过决议，中止了对包括李鹏在内的中国的两名前国家主席及另六名高官正在进行中的司法起诉。西班牙法院法官认为，根据“普世正义”司法条例改革后的规定，法院无权起诉某些种族灭绝及危害人道行径，因这八名涉嫌人都不是西班牙人，也不经常住在西班牙。

## 著作
日记7部
- 《众志绘宏图：李鹏三峡日记》2003年中国三峡出版社
- 《起步到发展：李鹏核电日记》（上下）2004年新华出版社
- 《电力要先行：李鹏电力日记》（上中下）2005年 电力出版社
- 《立法与监督：李鹏人大日记》（上下）2006年新华出版社
- 《市场与调控：李鹏经济日记》（上中下）2007年新华出版社
- 《和平发展合作：李鹏外事日记》（上下）2008年新华出版社
- 《关键时刻：李鹏六四日记》2010年美国洛杉矶西点出版社
  - 《李鹏六四日记真相，附录》2010香港澳亚出版社

文集8部
- 《李鹏论发展中国电力工业（1979-1993）》1993年水利电力出版社
- 《李鹏论可持续发展》2010年中国电力出版社
- 《李鹏论科教兴国》2010年中国电力出版社
- 《李鹏论三峡工程》2011年中国三峡出版社
- 《李鹏论宏观经济》（上中下）2012年中国电力出版社
- 《李鹏论产业经济》（上下册）2013年中国电力出版社
- 《李鹏论地区经济》2016年中国电力出版社
- 《李鹏文集》（上下卷）2024年人民出版社[56][57]

回忆录
- 《李鹏回忆录（1928-1983）》上下册，2014年中国电力出版社
  - 1983年任国务院副总理之后的回忆录尚未出版。

答记者问
- 在1988年第七届人大一次会议上答中外记者问
- 在1993-1997年第八届人大历次会议的记者会上答中外记者问

## 捐款
李鹏捐款300万人民币稿费至中国教育发展基金会“李鹏—延安助学基金”，资助母校延安大学家庭经济困难学生，另捐款稿费300万给中国教育发展基金会。

## 荣誉
- 突尼西亞
  -  共和国勋章（1984年5月21日于納布勒省[60]）
- 秘魯
  - 大十字级塔瓦拉勋章（1990年6月26日[61]）
- 摩洛哥
  -  阿拉维勋章（英语：Order of Ouissam Alaouite）（1995年10月4日[62]）
- 秘魯
  -  大十字级秘鲁太阳勋章（1995年10月9日[63]）
- 委內瑞拉
  -  解放者勋章（英语：Order of the Liberator）（1996年11月13日[64]）
- 喀麦隆
  -  大绶级功绩勋章（英语：Order of Merit (Cameroon)）（1997年5月10日[65]）
- 巴基斯坦
  -  巴基斯坦勋章（1999年4月10日[66]）
- 南斯拉夫联盟共和国
  -  南斯拉夫大星勋章（英语：Order of the Yugoslav Star）（2000年6月12日[67][68]）
- 俄羅斯
  -  普希金奖章（2007年于莫斯科[69]）
- 聯合國環境署
  - 联合国环境计划署金质奖章（1987年8月[70]）

## 家庭
- 父亲：李硕勋[71]。
- 母亲：赵君陶[71]。
- 妻子：朱琳[72]
  - 长子：李小鹏[73]。2008年6月2日，弃商从政，转任中共山西省委常委、山西副省长、山西省长[74]。2016年8月30日，辞去山西省省长职务[75]，同年9月3日接替杨传堂，成为交通运输部部长[76]。
  - 女儿：李小琳[73]。原中国大唐集团副总经理和党组成员、澳门电力董事、香港中资企业协会执行董事、中国电力企业联合会常务理事和中国工商理事会常务理事等职。曾任中国电力国际发展有限公司董事长、中国电力新能源发展有限公司董事长。全国第十一届、第十二届全国政协委员，中国妇联执行委员。宜宾学院名誉院长。
  - 次子：李小勇[72][73]，新加坡人，1990年代是涉案金额高达5亿的新国大巨额诈骗案的主要责任人。[77]
  - 孫女：李葉
  - 外孫女：李琳暄
  - 親家
    - 唐統一（清華大學教授，中华民国前总理唐紹儀侄孙）
    - 刘虎生（中共烈士劉伯堅之子）
    - 葉正明（新四军军长葉挺之子）